# Familiehuis Dumbar
Het familiehuis Dumbar, ook Avicenna Huis genoemd, is een kapitaal pand aan de Stromarkt 8 in Deventer, dat in de 18e en 19e eeuw als woonhuis toebehoorde aan het patriciërsgeslacht Dumbar. Het rijksmonument biedt sinds 2008 onderdak aan een opleidingsinstituut. De huidige gevel is geplaatst voor twee zeventiende-eeuwse panden, waaronder het Badenhuis waar van 1618 tot 1641 Jacobus Revius woonde.

## De familie Dumbar
Een tak van de Schotse familie Dumbar ontwikkelde zich vanaf het midden van de 17e eeuw tot een regentenfamilie in Deventer. Het geslacht behoorde er generaties lang tot de toonaangevende families. Zo was Gerhard Dumbar (1680-1744) secretaris en archivaris van Deventer. Derk Dumbar (1713-1789) was advocaat en griffier van de Staten van Overijssel. Hij trouwde met Gerhardina Antonia Hagedoorn (1717-1743) en via haar kwam door vererving het woonhuis aan de Stromarkt in het bezit van de familie Dumbar.
Zijn zoon, Gerhard Dumbar (1743-1802) was vele jaren secretaris van Deventer en droeg vol overtuiging patriottische denkbeelden uit, maar huldigde daarbij een gematigd, federalistisch standpunt. Het familiehuis was woensdag 8 maart 1798 de plaats waar hij op last van het meer unitaristisch bewind in Den Haag werd aangehouden, waarna hij enkele maanden in Huis Honselaarsdijk werd opgesloten. Zijn kleinzoon, Gerard Dumbar (1815-1878), was historicus en politicus.
Elisabeth Gerhardina Henriëtte Dumbar (1856-1928) was de laatste nazaat van het geslacht dat in dit huis woonde. Zij was gehuwd met kantonrechter en lid van de Eerste Kamer mr. Alexander Johannes Dijckmeester (1846-1905).

## Latere bewoners en gebruikers
Van 1918 tot 1964 bewoonde Mr. A. Oudegeest, eveneens kantonrechter, Stromarkt 8. Nadien was de directie van Kluwer's Uitgeversmij. er jarenlang gevestigd. In 2008 kwam het in gebruik bij een academie voor leiderschap. De openingshandeling werd verricht door de bekende ontwerper Gert Dumbar, een nazaat van de eerdere bewoners.

## Buitenaanzicht
De gevel van het pand is uitgevoerd in de stijl van de 18e eeuw. Het heeft een middenrisaliet van natuursteen met een voordeur, een balkon en een venster op de eerste verdieping die met beeldhouwwerk zijn omlijst. Bovenaan kent het gebouw een waterlijst met consoles. Onderaan heeft het een plint van natuursteen, waarin kelderraampjes met een halfronde boog zijn aangebracht. Daarvoor ligt een stoep met een stoepbordes voor de voordeur en afgescheiden door stoeppalen met kettingen. De vensters zijn net als de kelderraampjes getoogd, hierbij zijn strekken toegepast.

## Interieur
Aan de achterkant is op de begane grond een vertrek met een plafondschilderingen. Aan de voorkant op de eerste verdieping is een kamer die versierd is met houtsnijwerk. Verder kent het gebouw verschillende schoorstenen met versieringen in rococostijl.
Stromarkt 8 is een kapittelhuis dat in 1670 werd gekocht door Fenna Nolles, die kort daarop met Berent Hagedoorn trouwde en toen het pand inwendig liet voorzien van een geschilderde koepel met ornamentele motieven, luchtgezicht en vogels en een schouw met snijwerk. Het snijwerk op de verdieping is 18de-eeuws, dat in de 18e en 19e eeuw als woonhuis toebehoorde aan het patriciërsgeslacht Dumbar. Het rijksmonument biedt sinds 2008 onderdak aan een opleidingsinstituut. Derk Dumbar (1713-1789) trouwde met Gerhardina Antonia Hagedoorn (1717-1743) en via haar kwam door vererving het woonhuis aan de Stromarkt in het bezit van de familie Dumbar

## Rijksmonument
Het pand is in 1918 sterk vernieuwd. Het is als rijksmonument onder nummer 12815 geregistreerd.